# Zama (Cartagine)
Zama fu una città appartenente all'impero cartaginese dove, nel 202 a.C., i Romani vinsero l'ultima battaglia della seconda guerra punica. 
La sua localizzazione precisa è tuttora incerta, anche se vi è tendenza a situarla nei pressi del villaggio di Djama a sud di Tunisi (36°06'54"N, 9°17'04"E), dove sono stati effettuati ritrovamenti archeologici. Dopo la sconfitta cartaginese, la città appartenne al regno di Numidia e tra l'altro fu la residenza di Giuba I, il che le valse il nome di Zama Regia. Venne poi incorporata nella provincia d'Africa proconsolare, e nel 322 acquisì lo statuto di colonia col nome di Colonia Aelia Hadriana Augusta Zama Regia.
Non bisogna confonderla con la città che i Romani chiamarono Zama Minor, nei pressi di Maktar, attualmente oggetto di scavi archeologici.